# Château de Gaillon
Ne doit pas être confondu avec le Château de Gaillon à Gaillon-sur-Montcient.
Le château de Gaillon est une demeure de la Renaissance, bâtie sur l'emplacement d'un château médiéval, qui se dresse sur le territoire de la commune française de Gaillon dans le département de l'Eure, en région Normandie.
Le château fait l'objet d'une protection totale au titre des monuments historiques.

## Localisation
Le château est situé sur la commune de Gaillon, dans le département français de l'Eure.

## Historique

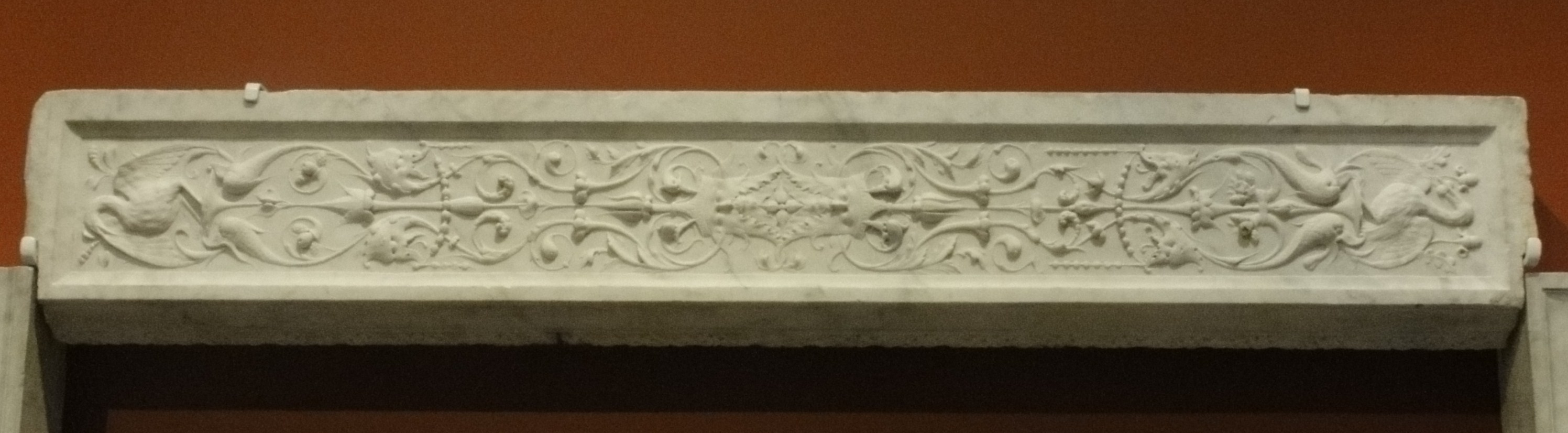
Soffite de porte - sauvegarde par Alexandre Lenoir.

### Les enjeux d'une forteresse
En 1192, au terme d'un accord conclu entre Philippe Auguste, roi de France, et Jean sans Terre, roi d'Angleterre et duc de Normandie, Gaillon passe sous le contrôle du roi de France, au même titre que le Vexin normand et quelques autres places fortes, dont Évreux. Jean sans Terre n'est qu'un roi suppléant pendant la captivité de son frère Richard Cœur de Lion.
Dès sa libération et son retour en terre normande en 1194, ce dernier défait le Capétien à Fréteval et récupère quelques-unes de ses possessions dans le Vexin. Mais il perd Gaillon et Vernon, au terme du traité de 1196 avec Philippe. Ce dernier confie la défense du château de Gaillon au chef mercenaire Lambert Cadoc et à ses troupes. Il lui en fait don en 1197 pour le remercier de ses faits de guerre.
C'est pourquoi Richard Cœur de Lion doit consolider ses positions sur la frontière normande en faisant construire Château-Gaillard aux Andelys, sur l'autre rive de la Seine, presque en face de Gaillon. Le château entre définitivement dans le domaine royal en 1200, par le traité du Goulet. Elle précède en cela la chute de la place forte des Andelys, la prise de Rouen et la conquête de toute la Normandie qui s'ensuit en 1204.
Lambert Cadoc, quant à lui, est seigneur de Gaillon de 1197 à 1220,. À cette date, Philippe Auguste reprend le château par la force et jette Lambert Cadoc en prison, à cause des plaintes qu'il reçoit, motivées par la rapine pratiquée par ce dernier à Pont-Audemer, dont il est le bailli.

### La métamorphose en résidence d'été
En 1262, Eudes Rigaud, archevêque de Rouen, obtient le château du roi Louis IX en échange des moulins de Rouen et de 4 000 livres. Le château devient alors la propriété perpétuelle des archevêques et leur résidence d'été.
La métamorphose en marche intéresse assez tôt plusieurs autorités au point qu'on mentionne le retour de Louis IX dès le 16 décembre 1263, le séjour de deux personnages proches du pape en 1265 et 1269 (dont Raoul de Grosparmy, cardinal-évêque d'Albane, qui se trouva être aussi évêque d'Évreux et fut garde du sceau de Louis IX) et la visite du roi Philippe V le Long en 1320. En 1389, Guillaume de Lestrange meurt à Gaillon.
Les troubles incessants entre rois de France et d'Angleterre portent un coup d'arrêt aux projets épiscopaux. En effet, les jours suivant le 17 août 1424, le duc de Bedford, vainqueur de la bataille de Verneuil ordonne la démolition de toutes les fortifications, épargnant uniquement, à la demande des autorités ecclésiastiques, l'hôtel gaillonnais de l'archevêque. L'ordre primitif de destruction fait l'objet d'un écrit de Paris daté du 18 mars 1431.
C'est dans ces conditions que les Amboise, archevêques de Rouen, font de ces ruines le tout premier palais de la Renaissance française.

### Un château Renaissance
Il faut attendre 1455 pour que l'archevêque Guillaume d'Estouteville fasse redresser le château, par la construction supposée de l'« Ostel Neuf ». Son chantier s'achève en 1463.
Georges d'Amboise, premier ministre de Louis XII et deuxième archevêque à réaliser d'importants travaux sur le château, va le transformer jusqu'à ce qu'il devienne un château Renaissance. Émerveillé par l'art et l'architecture en Italie, il choisit Gaillon pour réaliser son « palais italien ». La transformation s'opère en deux étapes.

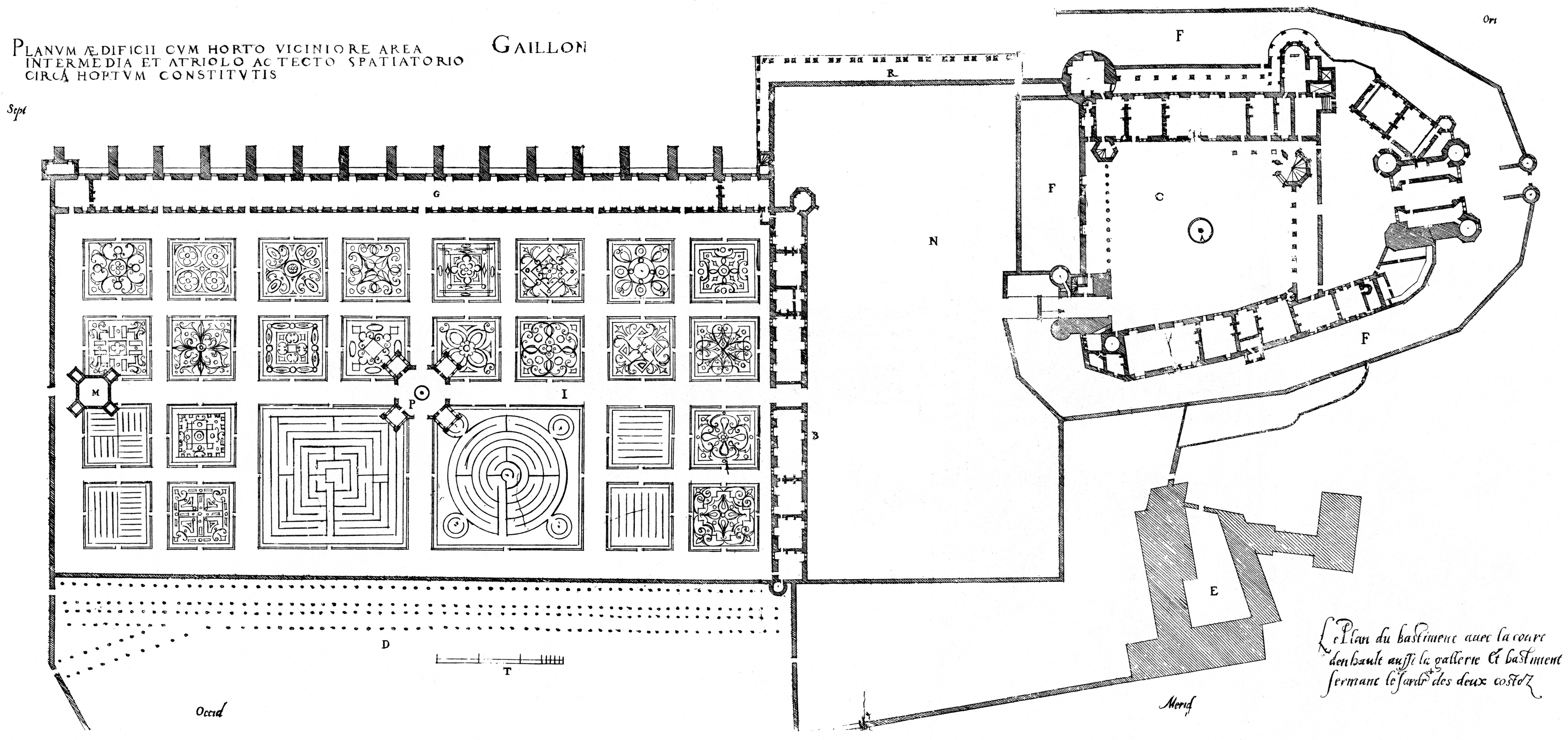
Le château et le Jardin de Haut.

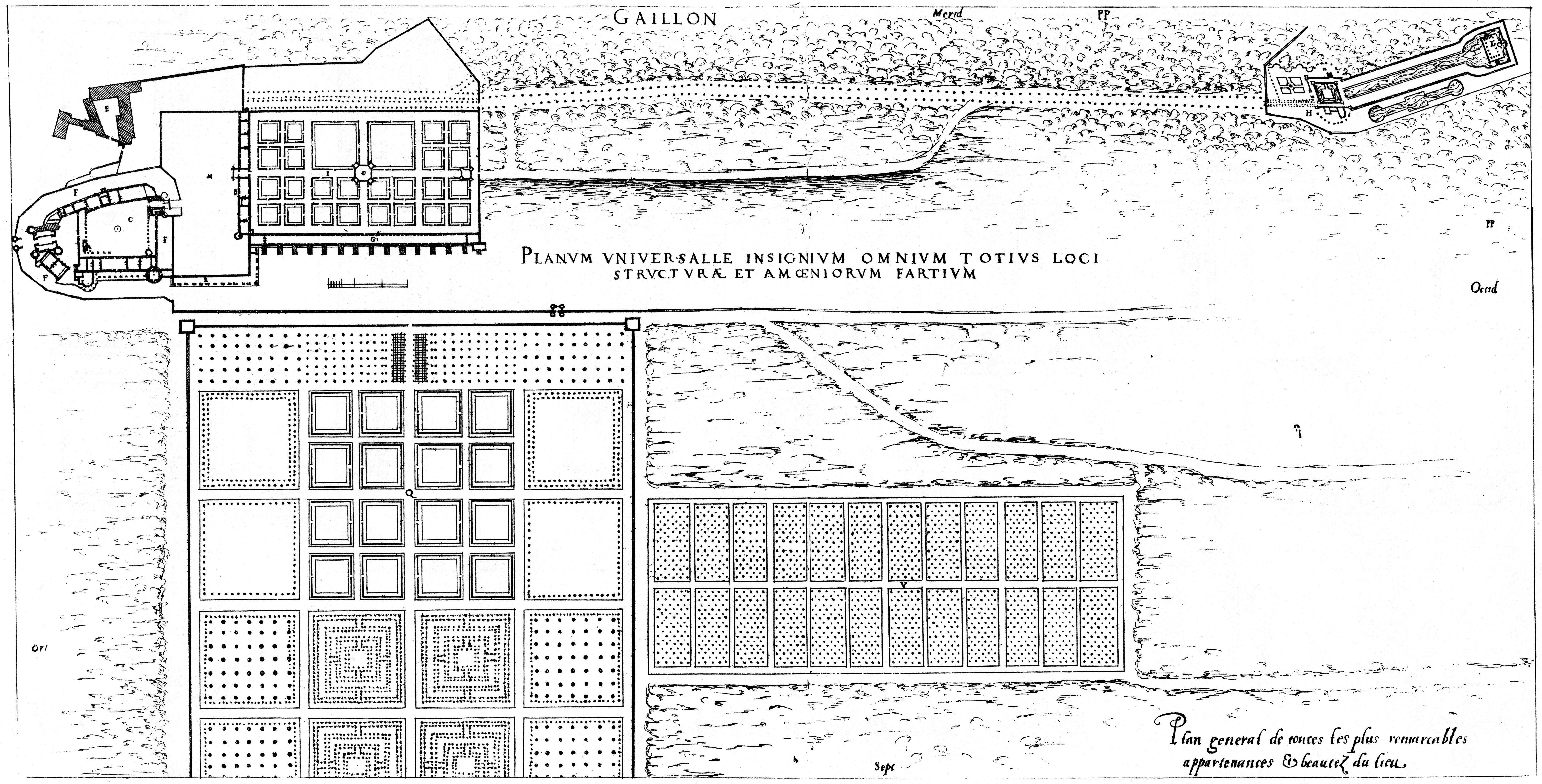
Plan d'ensemble : le château (miniature) et les jardins de Bas en partie basse ; l'ermitage en haut et à droite.

De 1502 à 1506, Georges d'Amboise a recours à des constructeurs du Val de Loire, tels Colin Biart et son adjoint, Guillaume Senault.

De 1506 à 1509, le château de Gaillon devient le premier château de la Renaissance en France. Georges d'Amboise fait appel à de nombreux artistes italiens, parmi lesquels Andrea Solari (décembre 1507), et rouennais. Ainsi, en 1509, une fontaine monumentale en marbre de Carrare sculpté est acheminée d'Italie par Honfleur pour être placée dans la cour d'honneur. Cette fontaine avait été commandée le 14 septembre 1506 aux sculpteurs génois Agostino Solari, Antonio della Porta et Pasio Gaggini, en remerciement de la république de Venise à l'égard du cardinal d'Amboise qui était parvenu à évincer les Sforza de Milan. Elle comporte notamment une horloge hydraulique, rare pour l'époque. En 1508, le sculpteur Michel Colombe réalise pour la chapelle, commencée en 1504, un retable en marbre aujourd'hui conservé au Louvre, premier exemple de la technique du stiacciato en France. Pacello da Mercogliano crée à partir de mars 1506 le Jardin de Haut composé de vingt-six carrés, dont deux figures de labyrinthes végétaux.

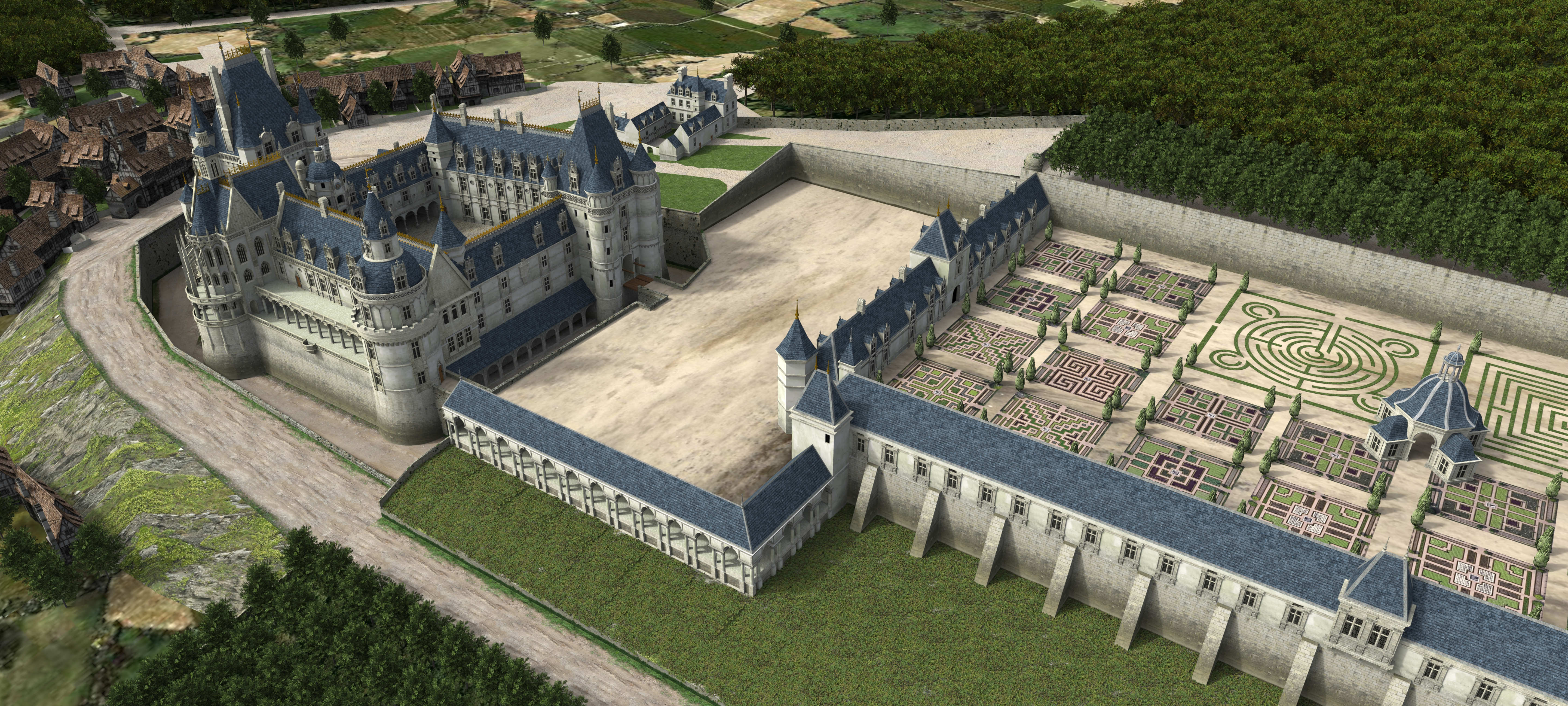
Restitution du château de Gaillon vers 1510

Un neveu de Georges d'Amboise, Georges II, continue son œuvre en terminant la chapelle en 1510, notamment par la pose des boiseries commencées dès 1508 par le maître menuisier Nicolas Castille.
Georges Ier fait aménager dans la partie nord du parc (appelé parc du Lydieu), un ermitage creusé dans la roche et entouré d'un bassin. Une « Maison Blanche » lui est ajoutée dans les années 1560.
Les constructions continuent pendant de nombreuses années, visant à embellir le château. En 1508, une correspondance écrite comporte une appréciation flatteuse à l'endroit de l'édifice, désigné comme « le plus beau et le plus superbe lieu qu'il y ait dans toute la France ». L'intérêt même de l'académie d'architecture se manifeste par la visite de ses membres qui s'y rendent lors d'une incursion en Normandie entre les 24 août et 6 septembre 1678.

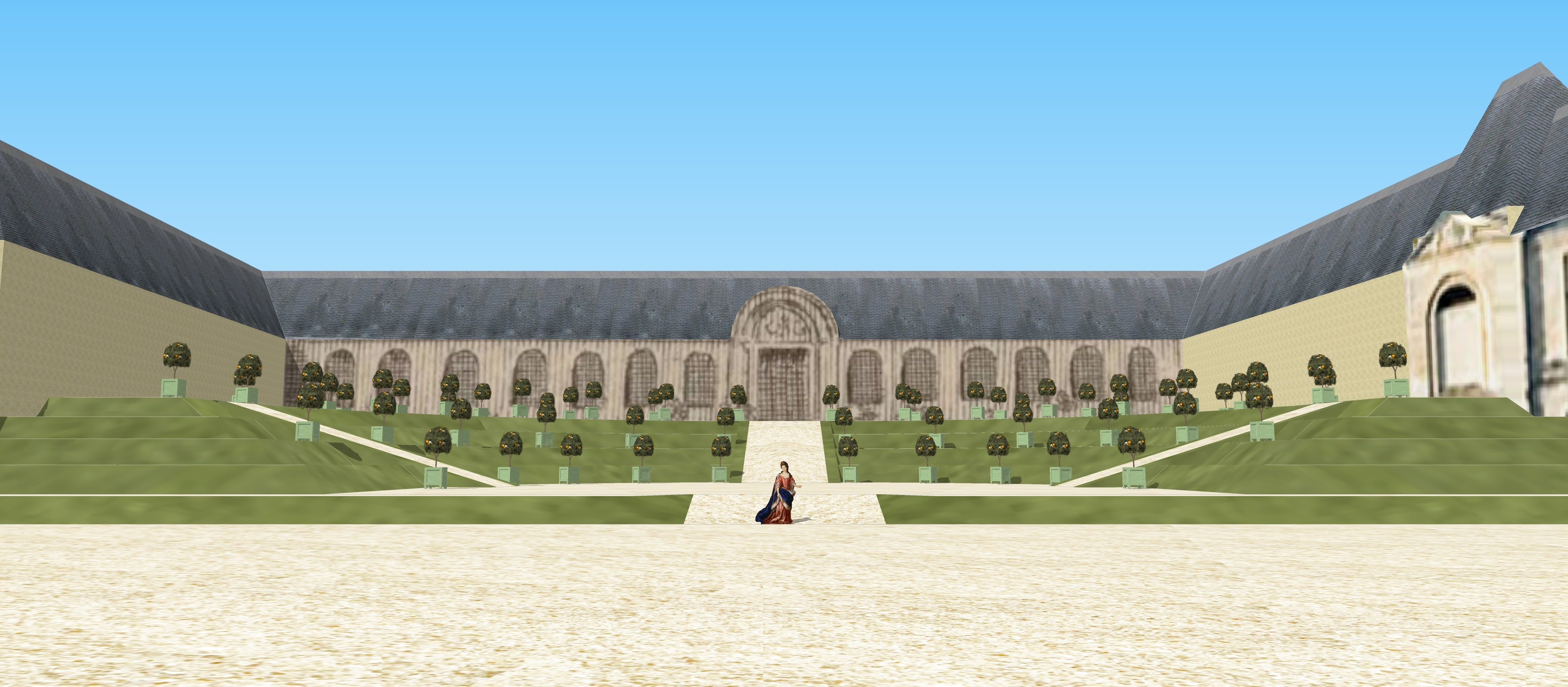
Schéma du parterre restitué de l'Orangerie de Gaillon, XVIIIe siècle.

Jacques Nicolas Colbert, archevêque de Rouen de 1691 à 1707, fait construire par Jules Hardouin-Mansart le pavillon qui porte son nom, une orangerie de style classique - ses armoiries se voient encore au fronton, bien que bûchées partiellement à la Révolution - tandis qu'André Le Nôtre s'intéresse aux jardins. 

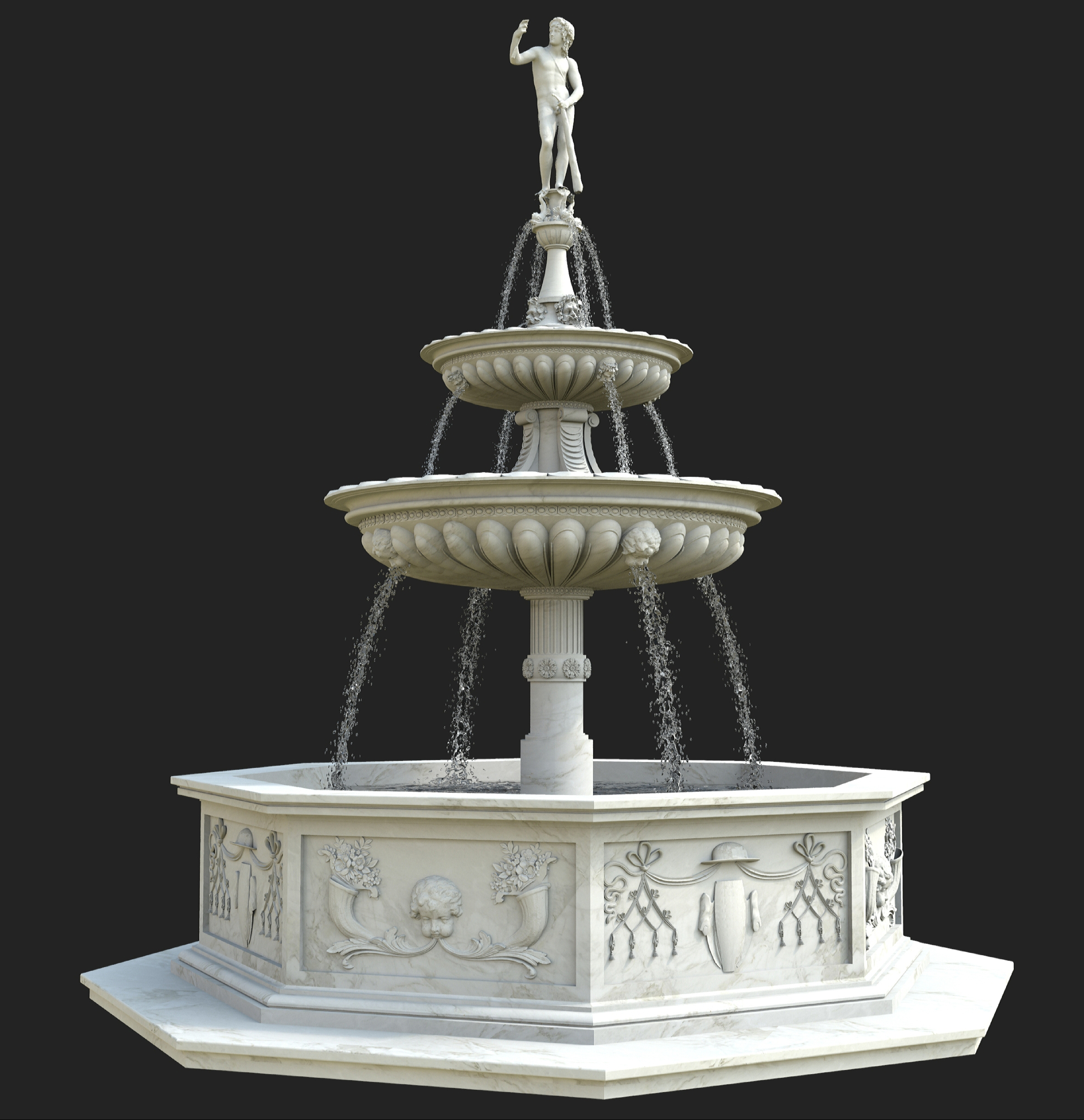
Restitution de la fontaine des jardins du château de Gaillon.

Au XVIIIe siècle, la fontaine italienne étant en mauvais état en raison d'un manque d'entretien, le cardinal de Saulx-Tavannes la fait démonter. Son bassin (quatre mètres de diamètre) et son socle sont alors transportés au château de Liancourt, propriété des La Rochefoucauld en Picardie ; puis transférés dans le château de La Rochefoucauld, en Angoumois, dont ils ornent l'esplanade sud.
Le dernier archevêque résidant à Gaillon est Dominique de La Rochefoucauld, député du clergé aux États généraux de 1789.
En 1792, dans le sillage de la Révolution française, le château de Gaillon est étudié pour servir de refuge au roi Louis XVI et à sa famille. Le projet a été abandonné à la suite de la prise des Tuileries à Paris le même mois.
La même année, un citoyen Provost se porte acquéreur du château et en disperse les trésors.

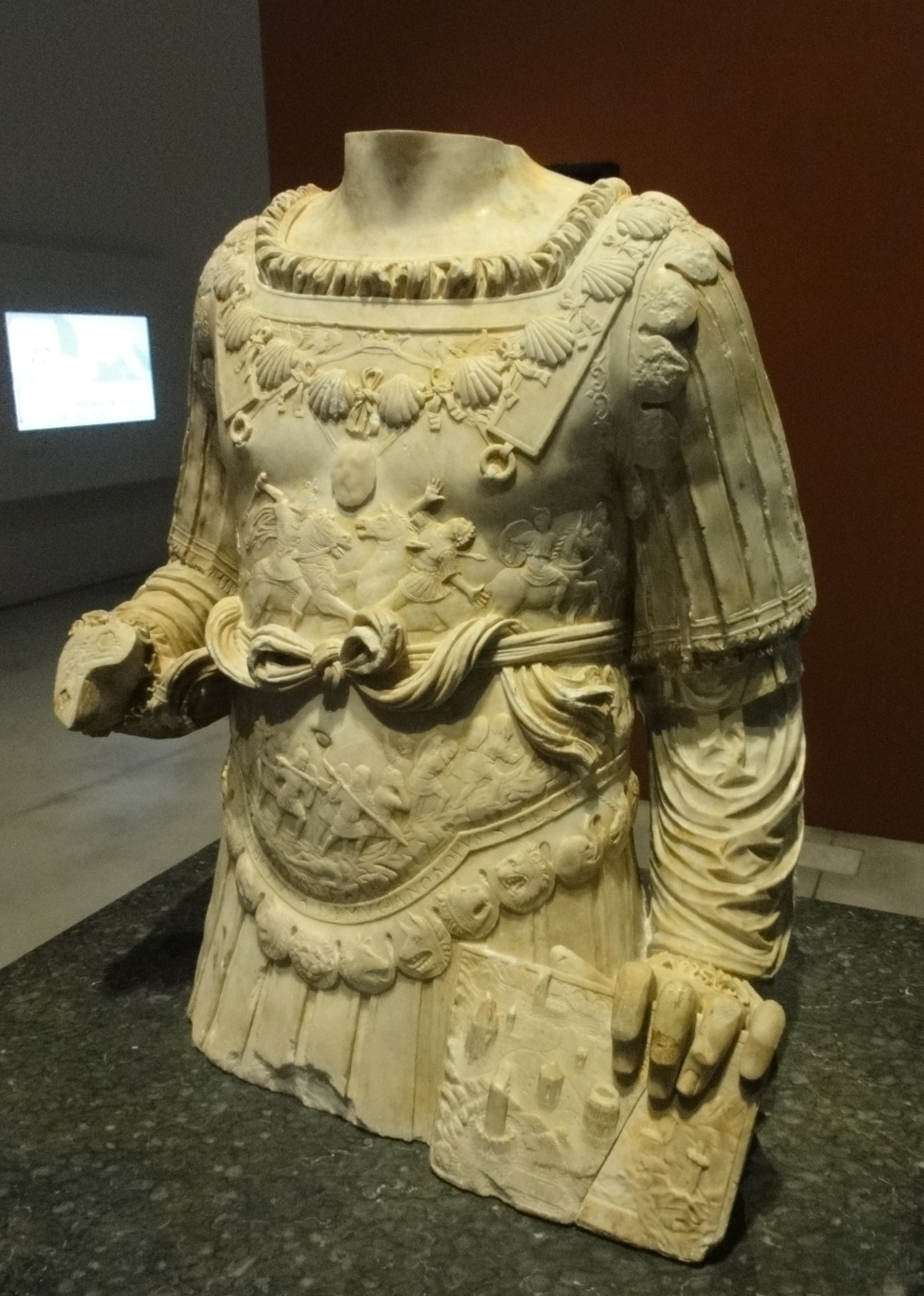
Louis XII (partie)
par Lorenzo da Mugiano
sauvegarde de la Porte de Gênes
par Alexandre Lenoir.

### Une maison centrale

#### Gaillon, un outil de politique carcérale
Préfet de l'Eure entre 1806 et 1813, Barthélémy François Rolland de Chambaudoin propose de faire transformer l'ancien château pour y établir la maison centrale « régionale ». Un décret du 3 janvier 1812 entérine la proposition préfectorale, de sorte que le site devient propriété de l'État à la suite de son achat par l'administration de Napoléon Ier pour 90 000 francs.
Deux architectes successifs, Louis-Ambroise Dubut puis Louis-Robert Goust, sont appelés pour transformer le château en centre pénitentiaire. La maison centrale, inaugurée dès le 5 novembre 1816, voit ses travaux d'aménagement terminés en 1824. En 1819, une évaluation est diligentée sous les auspices du magistrat François Barbé-Marbois. De 1824 à 1868, la maison centrale de Gaillon ne cesse d'accueillir des délinquants, et notamment des mineurs. La nouvelle centrale s'affirme rapidement comme l'un des plus grands centres de détention de France. L'explosion du nombre de mineurs incarcérés est particulièrement sensible à partir de 1840, suivant une circulaire du ministre Duchâtel. À cette époque, la centrale accueille plus d'une centaine de jeunes délinquants par an, souvent originaires de Paris et de sa banlieue, ainsi que de Rouen. À partir du 25 septembre 1868, la prison sépare les enfants des adultes.
En 1876, à l'emplacement des Jardins Hauts, est construit le premier établissement de France destiné aux déficients mentaux et aux épileptiques (il en subsiste la « Maison grise »). En 1901, la centrale est fermée ; les détenus sont transférés dans d'autres établissements.

#### Gaillon, un patrimoine carcéral
Le XXIe siècle est propice à la valorisation des traces du passé carcéral du château. Les graffitis sont l'objet de travaux de recensement et de protection. Ils touchent au château mais aussi à la « Maison grise », témoignage d'un long bâtiment créé pour l'hébergement des jeunes prévenus puis, après le transfert de ceux-ci vers la colonie pénitentiaire des Douaires, celui des aliénés.

### Une garnison

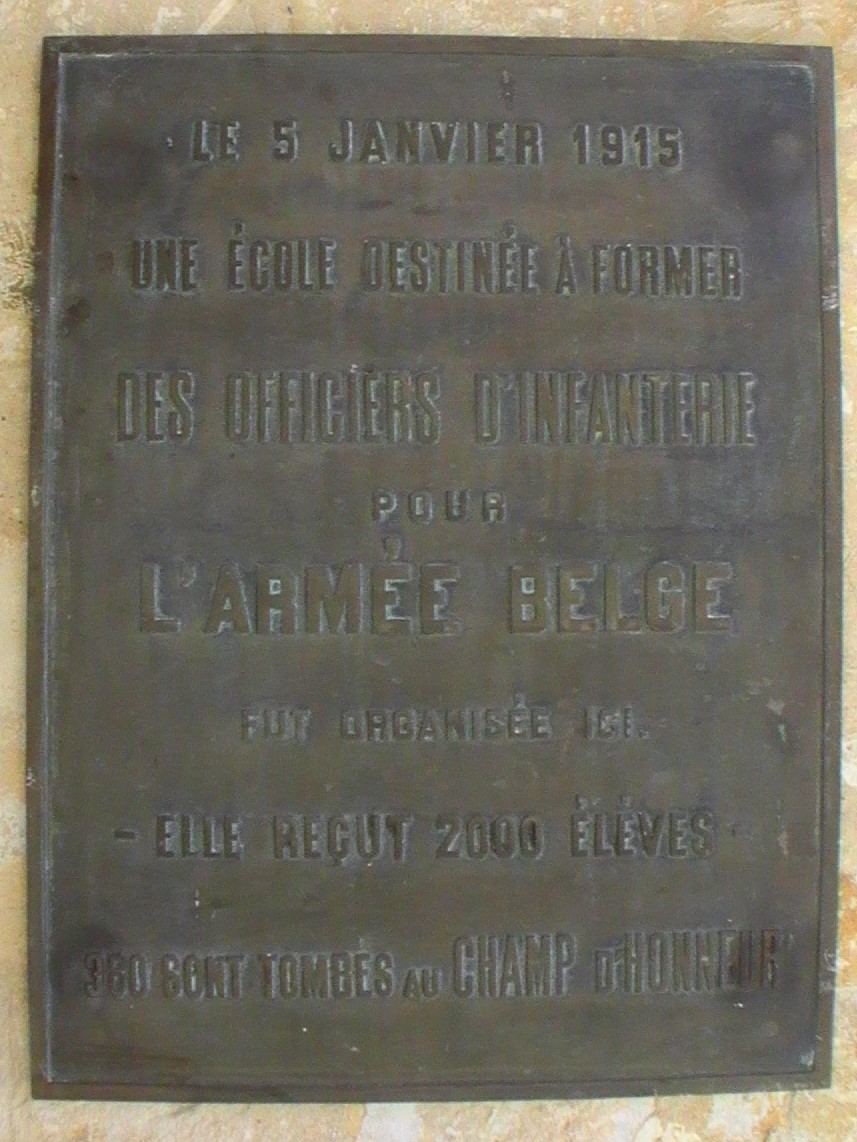
Plaque commémorative du CISLA.

Un détachement du 74e régiment d’infanterie caserné à Rouen (quartier Pélissier) occupe l'ancienne maison centrale. Les hommes de la 8e compagnie du 28e régiment d'infanterie assurent le défilé du 14 juillet 1903 dans un uniforme « prototype » proposé pour supplanter la tenue comportant le pantalon « Garance ». À partir du 24 décembre 1914, un centre d'instruction d'officiers sous-lieutenants auxiliaires, infanterie (CISLA I) y est organisé, ayant pour objet la réorganisation de l'armée belge, de la rééquiper et de former les cadres, après les ravages provoqués par les premiers mois de la Première Guerre mondiale. Son directeur en est le capitaine-commandant Neuray.
Le comte Pierre Ryckmans fait un passage par Gaillon. En juillet 1917, René Glatigny sollicite et obtient son passage à l'infanterie. Le 1er octobre 1917, il est envoyé à Bayeux (Calvados) pour y suivre les cours du centre d'instruction des sous-officiers d'infanterie (CISOI) de l'armée belge. Le 24 février 1918, il est nommé sous-officier et est envoyé au CISLA. La session de Gaillon se termine le 31 juillet. Sorti breveté, René Glatigny retourne au front où il décède des suites de blessures les jours suivant le 28 septembre 1918. Une plaque commémorative témoigne de ce centre de formation militaire historique ; elle est visible à l'entrée du château. Le centenaire du CISLA a été célébré le 26 avril 2015.
Par ailleurs, la tombe d'un soldat belge est incorporée au carré militaire du cimetière communal.

### La «renaissance» du château
En 1925, le château est vendu aux enchères.
L'État le rachète le 13 mai 1970. Une longue procédure judiciaire s'engage. Le 17 mars 1975, l'acquisition est officialisée. Georges Duval, architecte en chef des monuments historiques, commence une étude pour la restauration de l'édifice. Les travaux commencent en 1977, année qui voit le remontage des éléments de la porte de Gênes dans la cour conservés à l'École des Beaux-Arts de Paris. On note la restitution de la toiture du pavillon d'entrée pour laquelle est retenue une charpente en béton.
En septembre 2009 naît l'Association pour la Renaissance du Château de Gaillon(ARC). Dès sa fondation, avec à son côté la municipalité de Gaillon, elle se donne pour objectif le rayonnement du monument en poussant à la réouverture du château au public, objectif atteint à l'été 2011.
Depuis, des thématiques annuelles soutiennent le flux des visites, renforcé d'expositions. Au titre des réalisations pérennes, une maquette du château reproduit l'édifice tel qu'on aurait pu le voir au XVIe siècle.

## Description
Il s'agit du premier château de style Renaissance en France (1500-1509), suivi du château de Blois. Il est notamment un exemple majeur de la transition entre le gothique flamboyant (dit aussi « tardif ») et le style Renaissance.
Au début du XVe siècle, la basse-cour abritait : un four, des réserves à farine et à bois, un fenil, une fontaine, une écurie et un cellier au-dessus duquel on trouvait une cuisine. La porte orientée vers la ville était ornée d'une statue de saint Michel, apportée de Rouen et placée là en 1405.
Aujourd'hui l'aspect du château résulte en grande partie de son passé pénitentiaire, cependant le pavillon d'entrée à la toiture en fer de hache, illustration d'accueil du présent article, reste un exemple remarquable de l'architecture de la Renaissance française.

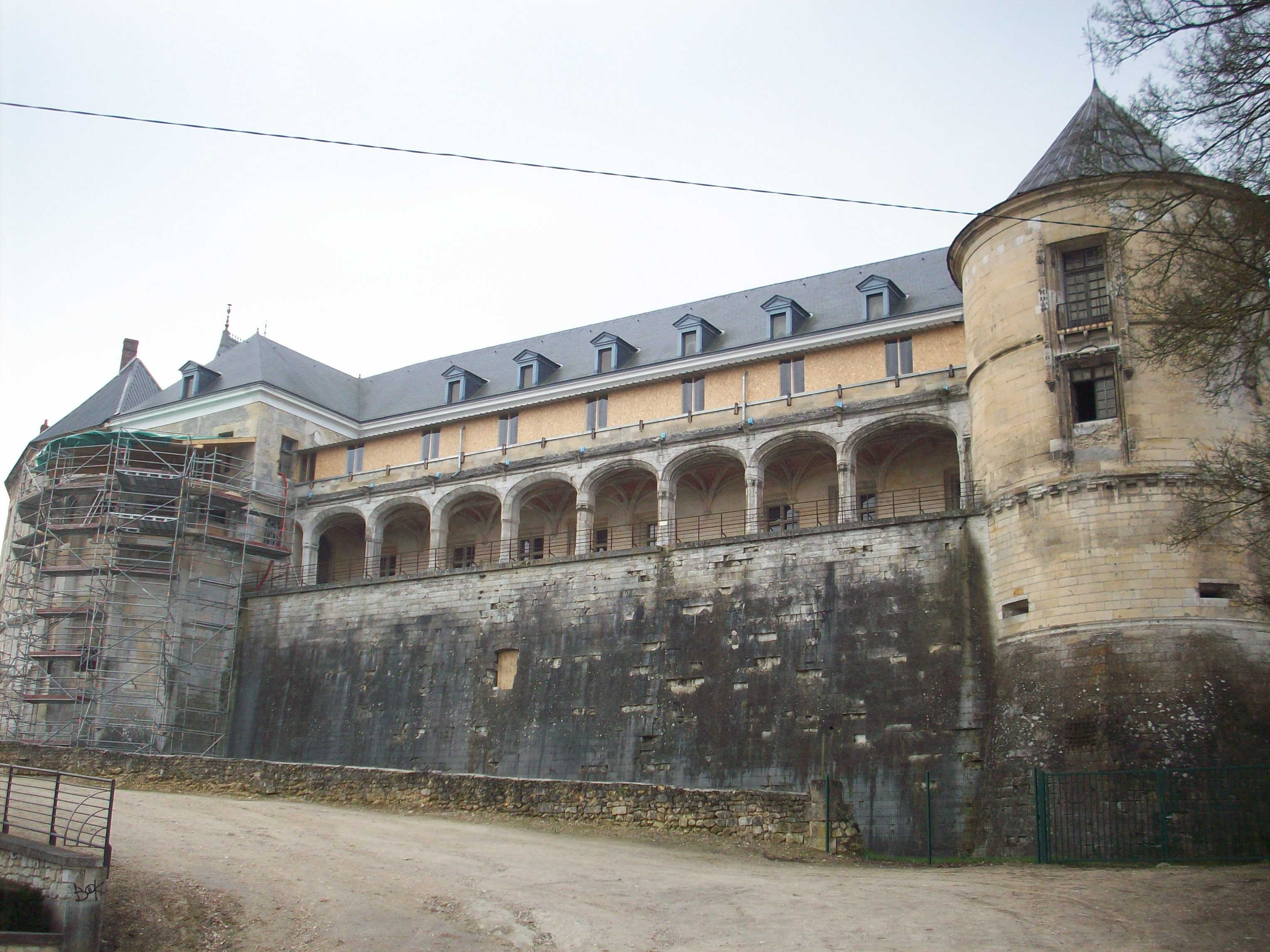
Galerie sur le Val, qui relie la chapelle basse (cachée derrière les échafaudages) et la tour de la Sirène.
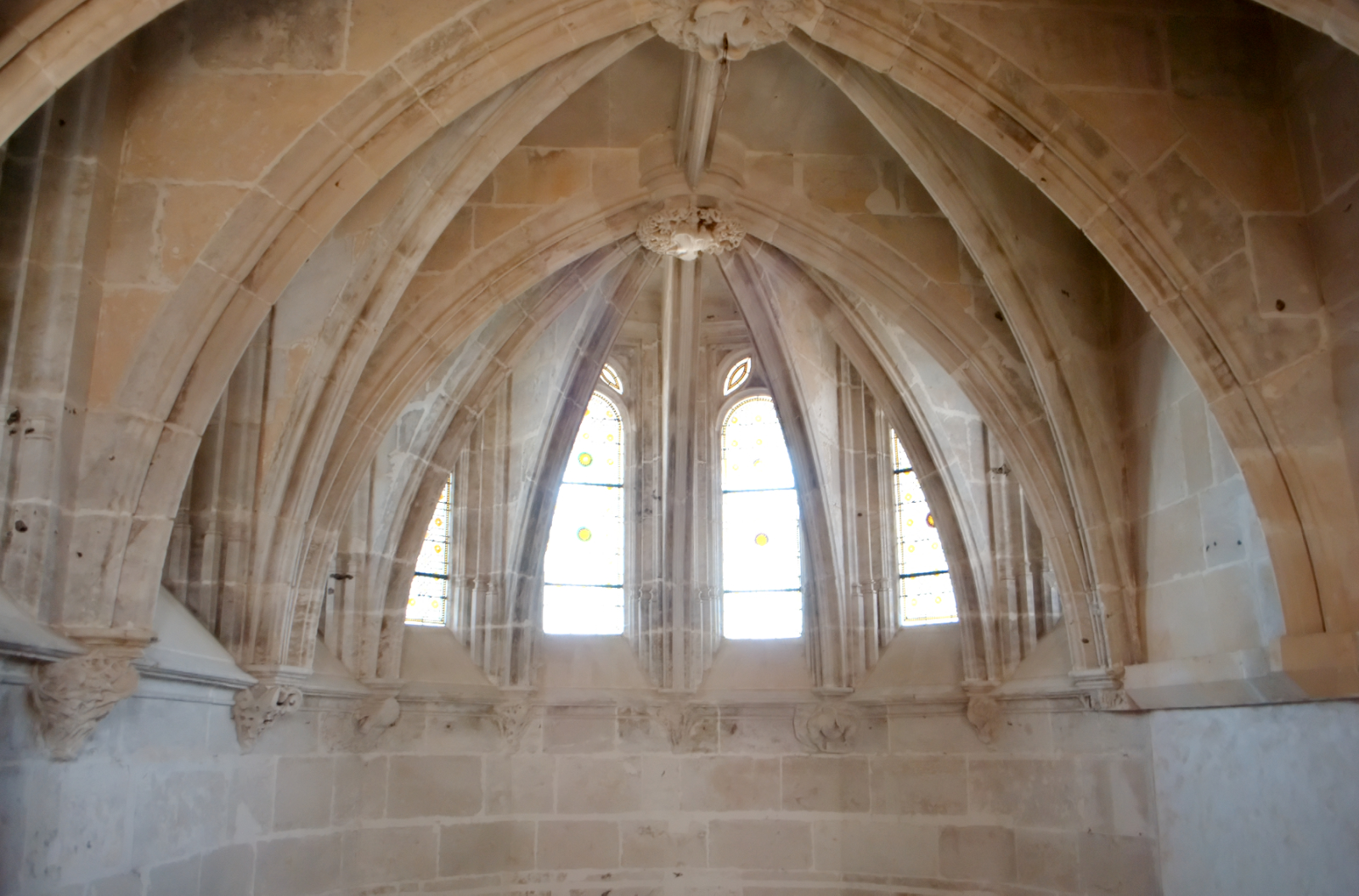
Intérieur de la chapelle basse (partie supérieure).
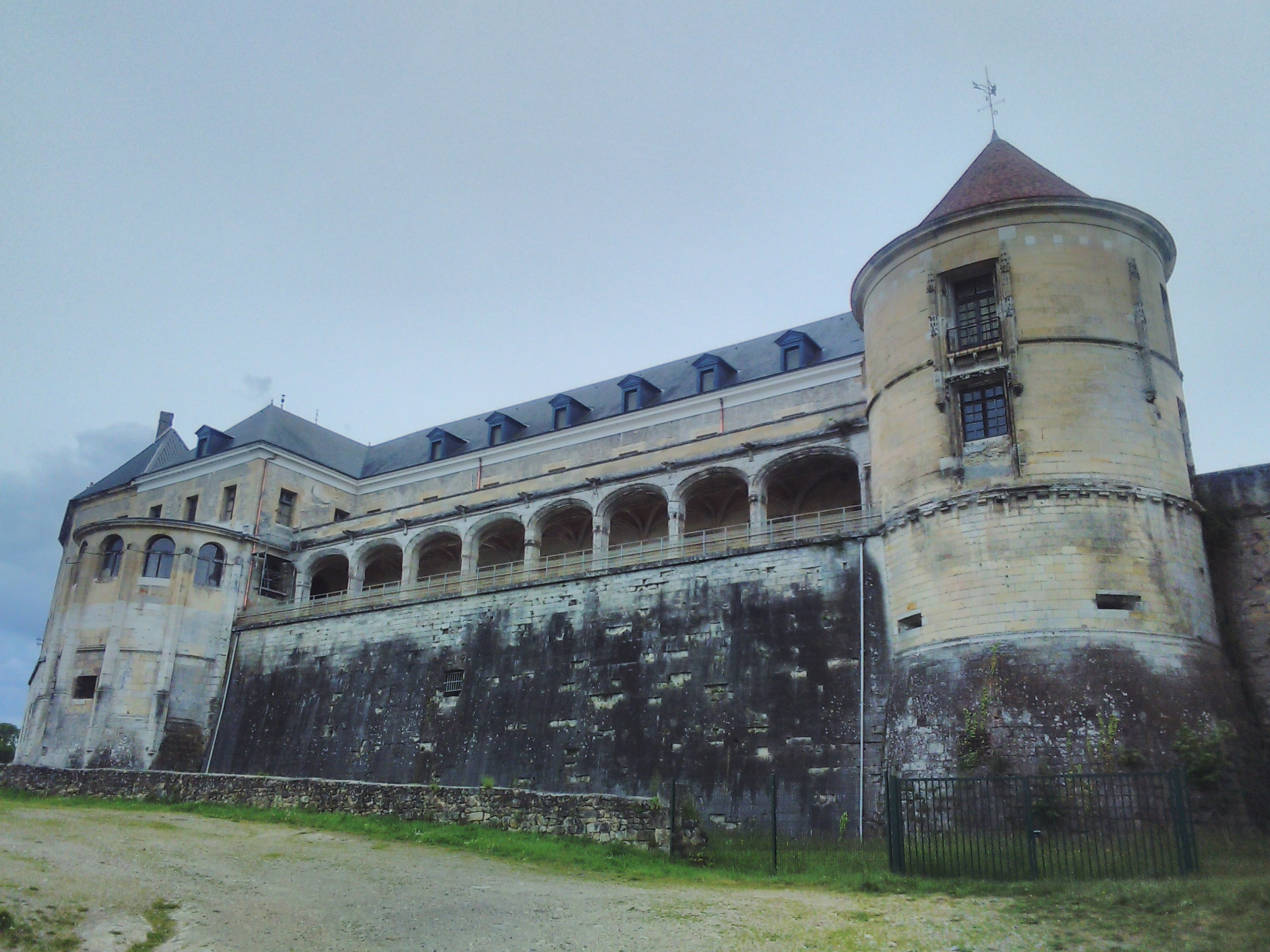
Côté val de Seine en mai 2016. La tour de la Sirène possède une nouvelle toiture.
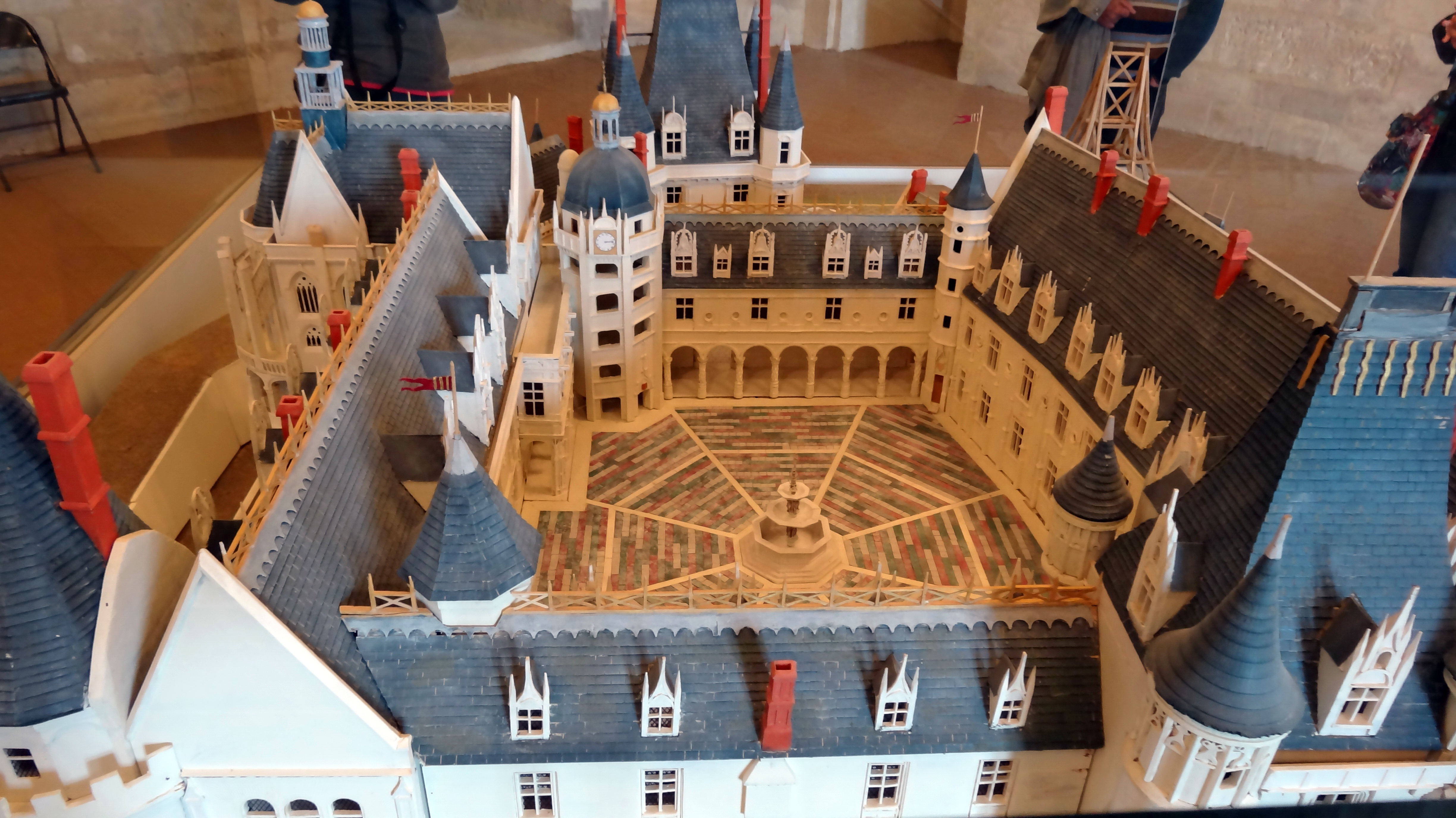
Une des maquettes du château.
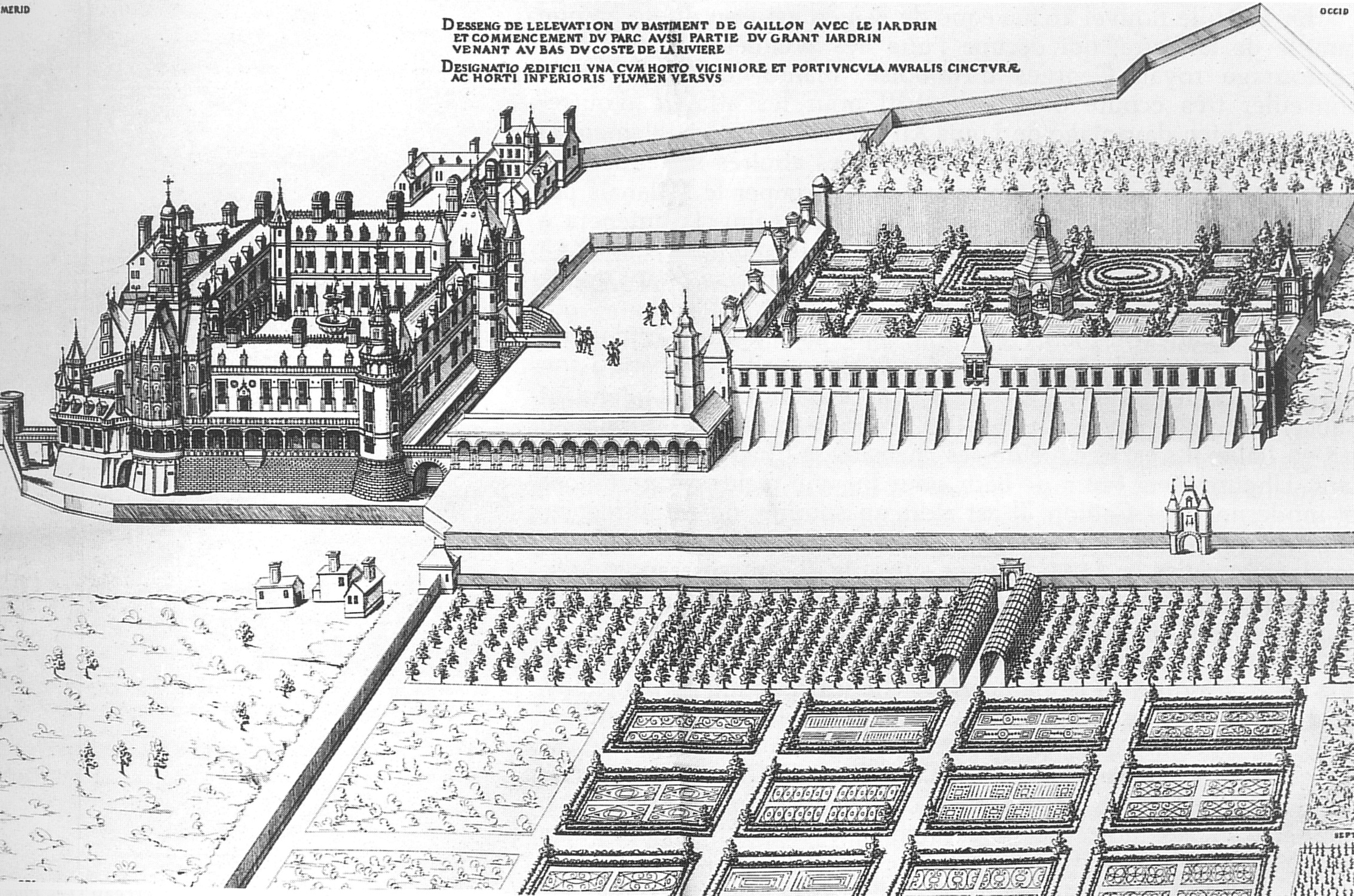
Le château et ses jardins reproduits par du Cerceau en 1576 (gravures par Louis-Henri Brévière).
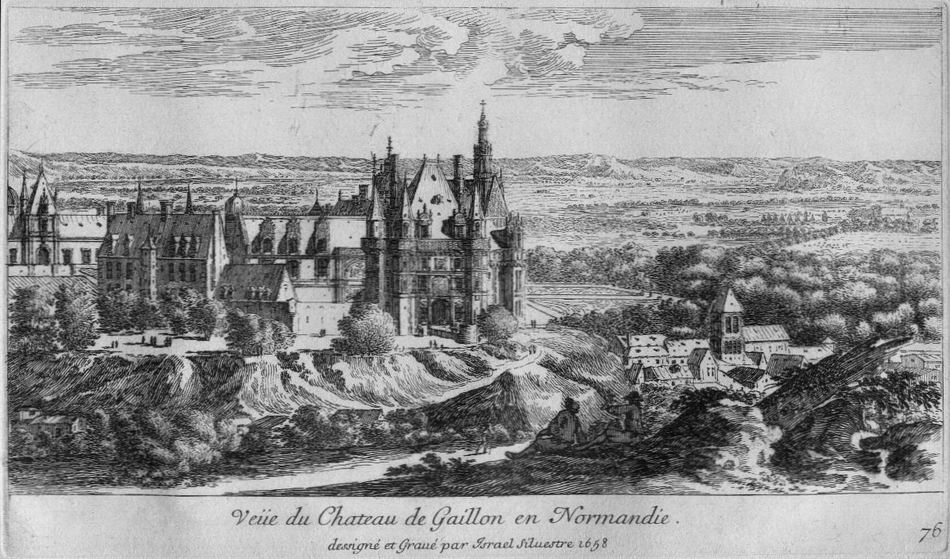
Le château en 1658 par Israël Silvestre.
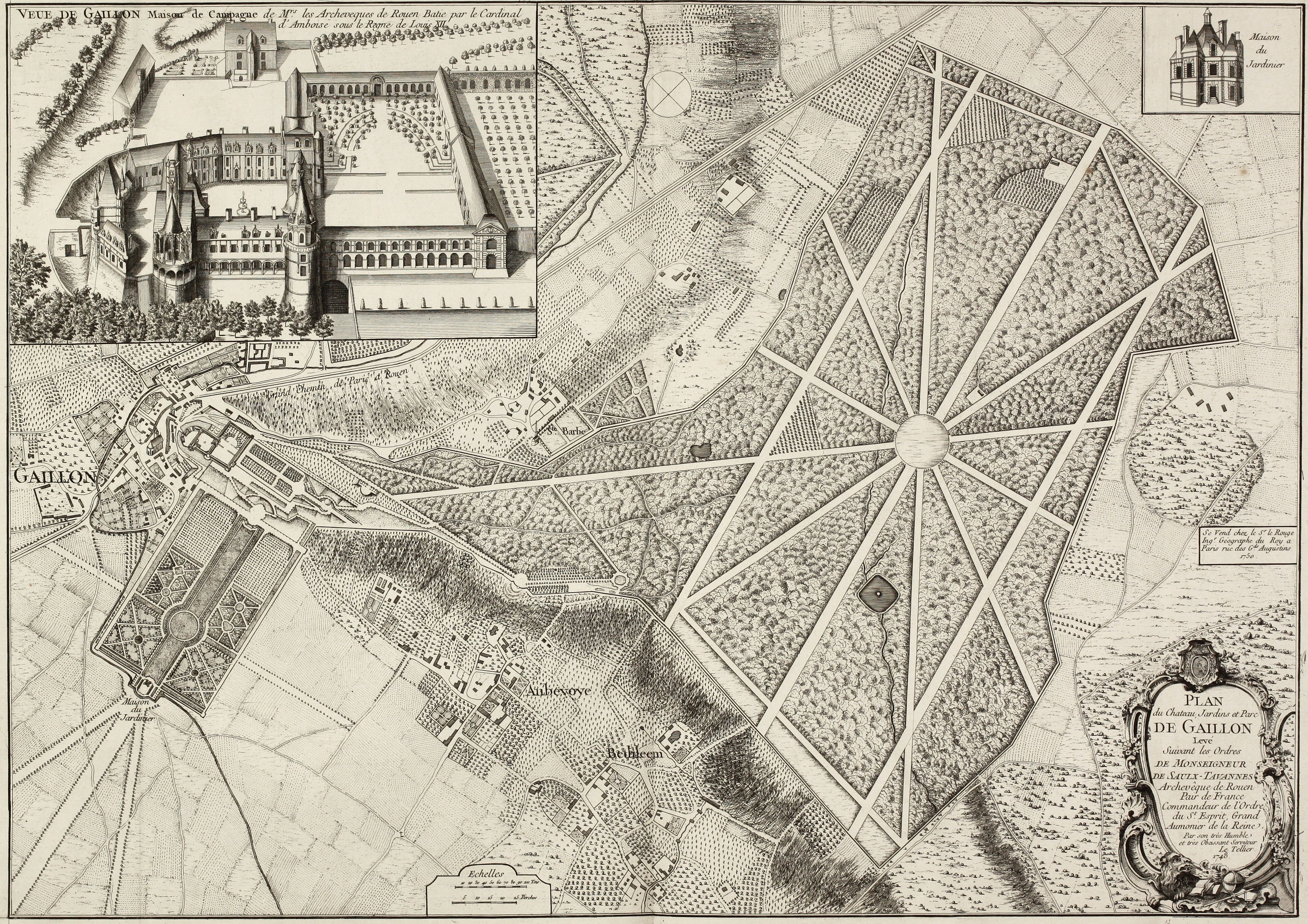
Plan du château et des jardins en 1748 par Le Tellier.
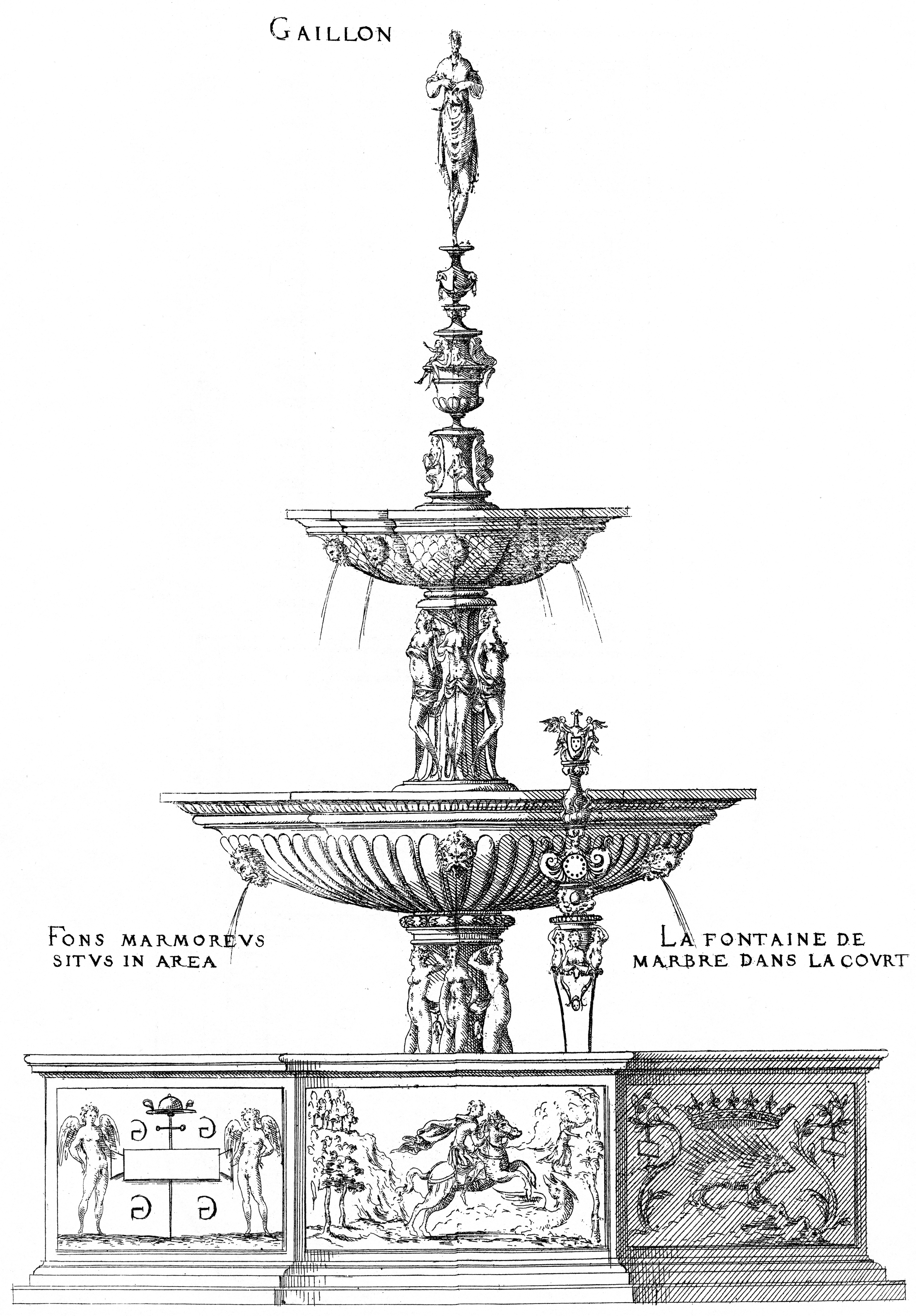
Fontaine en marbre de Carrare importée pour le décor de la cour d'honneur.
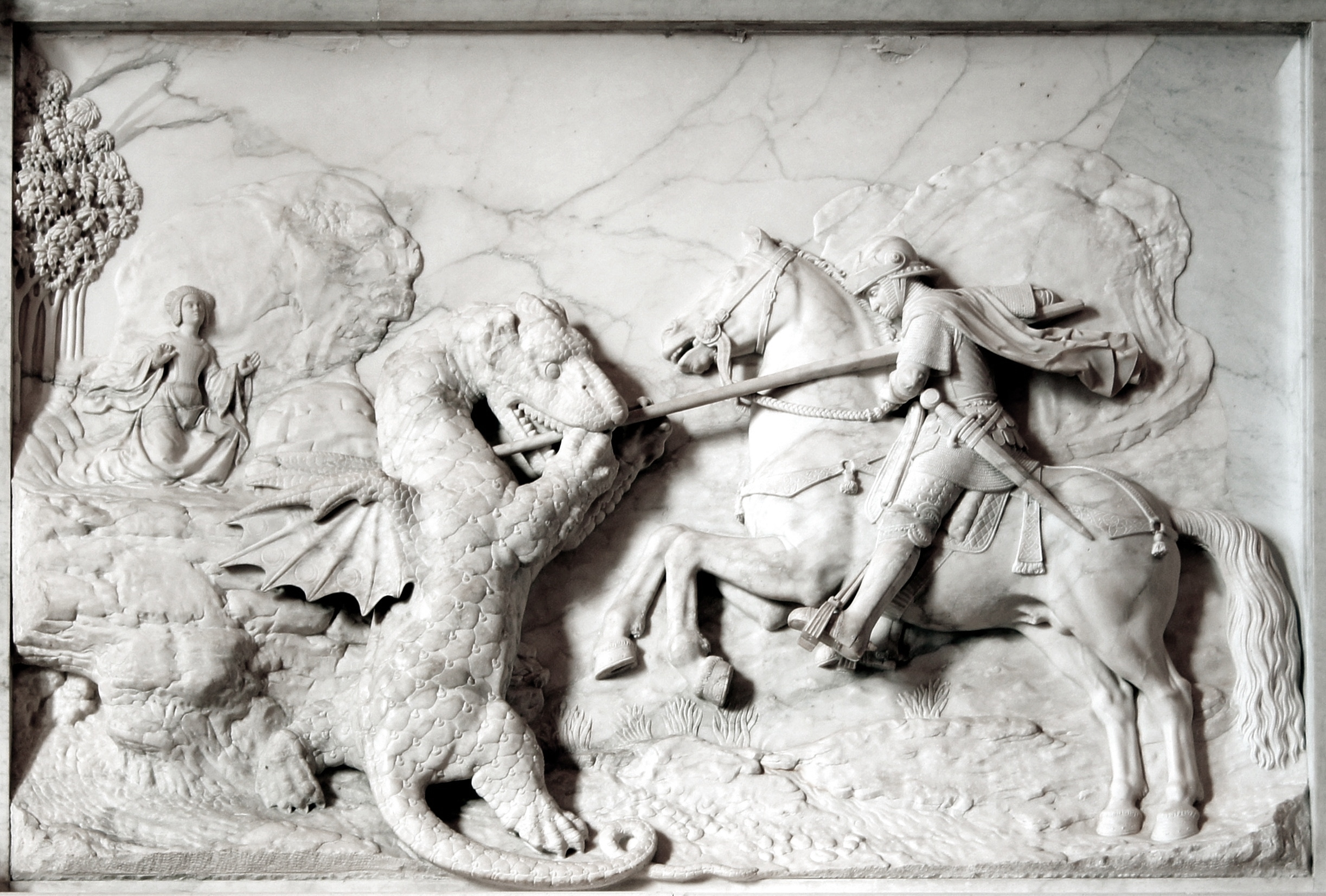
Retable en marbre de la chapelle haute du château, par Michel Colombe, 1508 - Le Louvre.

## Protection
Au titre des monuments historiques :
- le château est classé par la liste de 1862 ;
- le terrain situé au nord-ouest du château qui faisait partie de la composition de l'ancien parc, est classé par arrêté du 8 septembre 1965 ;
- l'assiette foncière des anciens jardins et les éléments subsistants de la clôture, ainsi que les vestiges archéologiques connus ou à découvrir, y compris la partie de parc vendue avec le château en 1797, à l'exclusion des parties déjà classées sont inscrits par arrêté du 8 février 1996 ;
- le château à nouveau classé par un arrêté du 17 juin 2024.

### Articles connexes

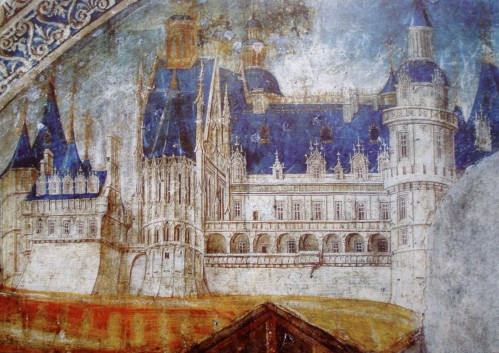
Fresque Renaissance au château piémontais de Gaglianico.